# David Lukáš
David Lukáš (* 9. Januar 1981 in Hlinsko v Čechách) ist ein tschechischer Komponist und Dirigent.
Lukáš besuchte die Musikschule in Vysoké Mýto, wo er Violin- und ersten Kompositionsunterricht hatte. Er studierte dann Dirigieren am Konservatorium von Pardubice bei Vlastislav Novák und bis 2005 am Staatlichen Konservatorium in Prag bei Hynek Farkač. Hier war er auch Schüler von Miriam Němcová und Miroslav Košler. Daneben nahm er privaten Kompositionsunterricht bei Otomar Kvěch, Radek Rejšek, Jiří Pazour und Sylvie Bodorová.
Bereits während seiner Ausbildungszeit dirigierte Lukáš verschiedene Ensembles, darunter ein von ihm gegründetes Kammerorchester in Vysoké Mýto, das Sinfonieorchester von Litomyšl, Jaromír Vogels Symphonetic Orchestra in Prag, ein Studentenorchester beim Internationalen Jugendmusikcamp in Horní Jelení und von 2006 bis 2008 das Studentenorchester der Musikschule von Prag-Hostivař.
Zu den frühen Kompositionen Lukáš' zählen eine Rhapsodie in G-Dur (1997), ein Minuetto und Black Eyes (1999). Seine Three Miniatures for String Orchestra und Two Miniatures for String Orchestra erschienen in den USA bei Alliance Publications. Mit dem Sinfonieorchester von Litomyšl gab er 2002 die Uraufführung des Rhapsodie für Sinfonieorchester. Mit dem Kinderchor Rubínek aus Vysoké Mýto führte er 2004 auf einer USA-Tournee seine Missa brevis auf. Unter anderem komponierte er auch Werke für Solisten wie Kateřina Englichová, Vilém Veverka und das Böhm Trio.
Zu seinen größeren Kompositionen zählen die Kantate Pověsti České nach Texten von Veronika Vlachová für großes Sinfonieorchester, Chor und Solisten, eine Sinfonie, ein Ballett für Streicher und Perkussion und ein Requiem für Sinfonieorchester, Chor und Solisten.

## Quelle
- Alliance Publications, Inc. - L - Lukas, David

| Personendaten    | Personendaten                        |
| ---------------- | ------------------------------------ |
| NAME             | Lukáš, David                         |
| KURZBESCHREIBUNG | tschechischer Komponist und Dirigent |
| GEBURTSDATUM     | 9. Januar 1981                       |
| GEBURTSORT       | Hlinsko v Čechách                    |